# 洛什
洛什（法語：Loches，法語發音：[lɔʃ] ⓘ），法国中西部城市，中央-卢瓦尔河谷大区安德尔-卢瓦尔省的一个市镇，同时也是该省的一个副省会，下辖洛什区，其市镇面积为27.06平方公里，2022年1月1日时人口数量为6,233人，在法国城市中排名第1,728位。
洛什位于安德尔-卢瓦尔省东南部，是该省的两个副省会之一，距离省会图尔大约46公里。洛什市区位于安德尔河畔，多条公路在此交汇，是一个区域性的中心城市。洛什是法国艺术与历史之城，因其境内的同名城堡而闻名，历史上多位金雀花及法兰西国王曾居住于此，洛什因此也被称为“皇城”（cité royale）。

## 地名来源
“洛什”一名最初以“vicus Loccae”的形式被记载，其名称来源于高卢语单词“Lucca”（一写作“Lucas”或“Loccae”），意为“树林”，亦有可能指代木质屋舍。

## 历史

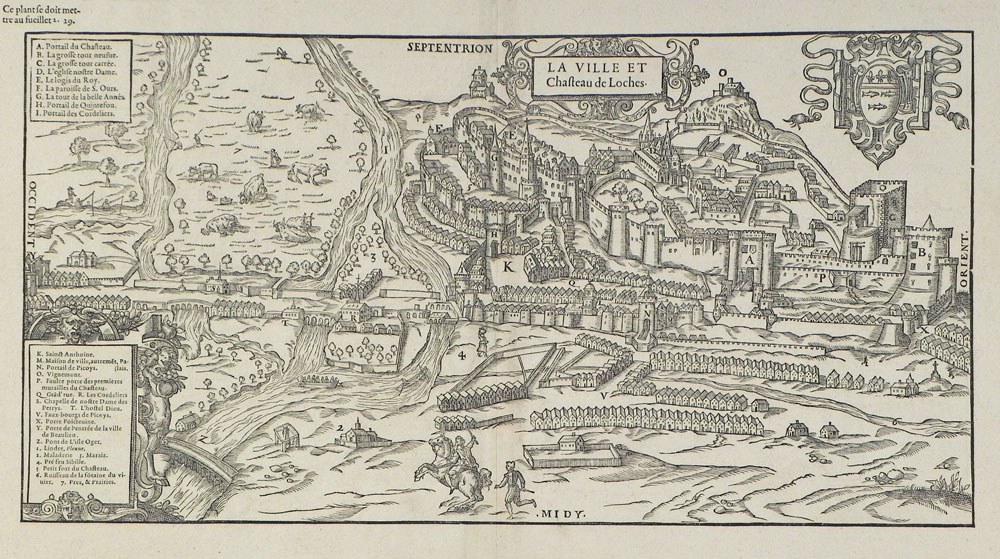
1575年的洛什（绘画）

公元491年，一名名叫“Ursus de Cahors”的道士在安德尔河左岸的一处岩石高地上主持修建了一处修道院，该建筑于公元6世纪首次被都尔的额我略提及。此后，修道院四周逐渐形成聚落。10世纪初，洛什成为安茹领地的一部分，后被金雀花王朝继承。其间，安茹伯爵富尔克三世在原修道院的基础上修建了双层城墙，并新增了私人宅邸，形成洛什城堡。1205年，法国国王腓力二世从英格兰国王约翰手中夺得洛什。自13世纪中叶至查理九世，洛什长期为法兰西皇室的一处居所。16世纪时，一条连接巴黎和西班牙的商路由洛什通过。法国大革命后，洛什成为安德尔-卢瓦尔省的一个市镇，并为该省的一个地区行署，1800年起成为副省会。在法兰西第一帝国期间，洛什新建了大批市政设施，包括法院、宪兵队、学校等。工业革命期间，连接图尔和沙托鲁之间的铁路由此通过，并与多条地方铁路交汇。二战期间，沦陷区和维希法国的分界线从洛什附近穿过。2000年，洛什被法国文化部列为“艺术与历史之城”。2020年10月10日，一架私人飞机在洛什市区坠毁，造成五人遇难。

## 地理

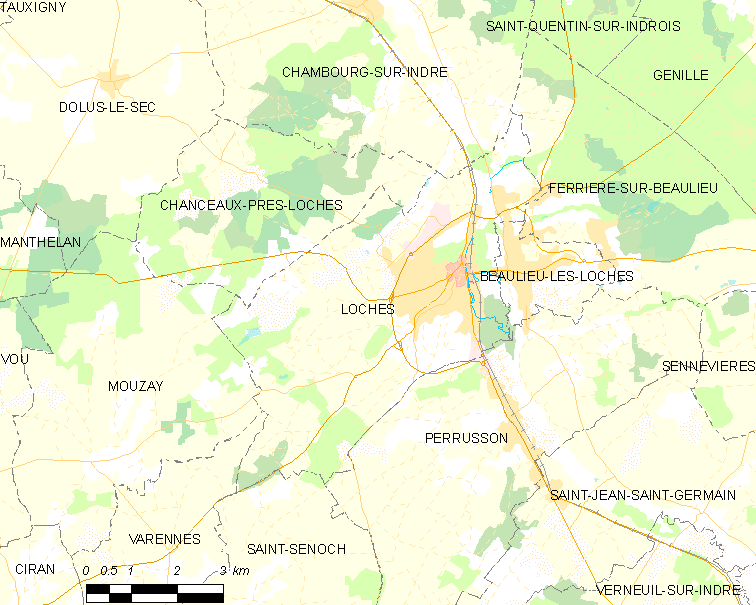
洛什市镇范围地图

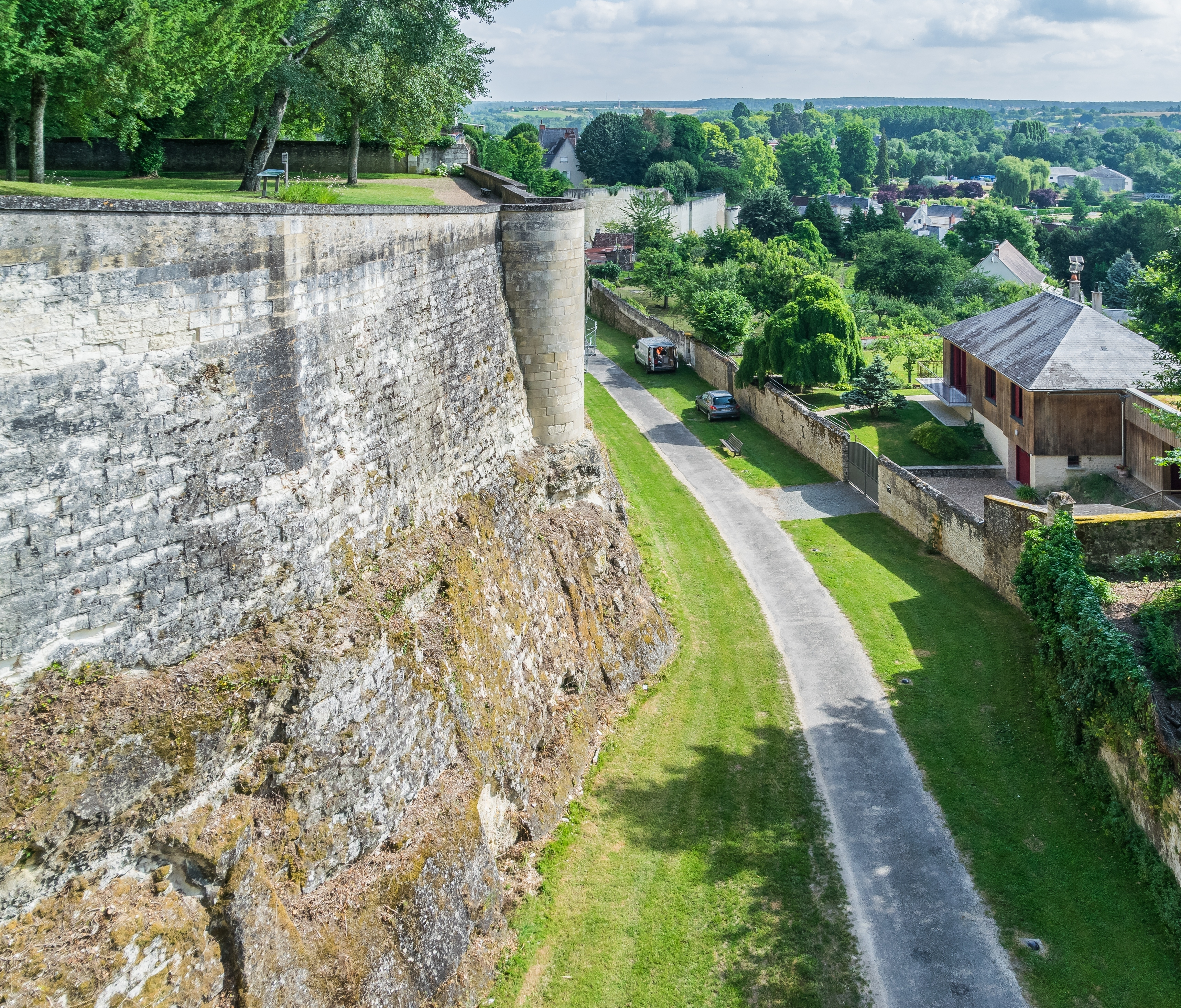
从洛什城堡眺望下方的街道

洛什位于法国中西部，中央-卢瓦尔河谷大区西部和安德尔-卢瓦尔省东南部，距离省会图尔大约42公里。与洛什接壤的市镇包括：博略莱洛什、安德尔河畔尚堡、洛什附近尚索、费里耶尔叙博略、穆宰、佩吕松、圣瑟诺克、瓦雷讷。

### 地形
洛什位于巴黎盆地西南部边缘地区，境内以浅丘为主，市镇中心地势较为平坦，全境海拔在64到147米之间。

### 水文
安德尔河自东南向西北流经境内，该河是卢瓦尔河的左岸支流。洛什也是安德尔河流经的最后一座副省会城市。

### 植被
洛什属于温带落叶林区，林地广泛分布于市镇范围内的多个区域，其中洛什公共花园（Jardin Public）是当地主要的城市绿地，均常年免费向公众开放。
在鲜花城市的评比中，洛什被评为3星级鲜花城市。

### 气候
洛什在柯本气候分类法中属于温带海洋性气候。
距离洛什最近的气象站位于佩吕松境内，以下为该气象站的数据（其中日照数据取自帕尔赛-梅莱）：
| 佩吕松1981年－2019年 | 佩吕松1981年－2019年 | 佩吕松1981年－2019年 | 佩吕松1981年－2019年 | 佩吕松1981年－2019年 | 佩吕松1981年－2019年 | 佩吕松1981年－2019年 | 佩吕松1981年－2019年 | 佩吕松1981年－2019年 | 佩吕松1981年－2019年 | 佩吕松1981年－2019年 | 佩吕松1981年－2019年 | 佩吕松1981年－2019年 | 佩吕松1981年－2019年 |
| 月份                 | 1月                  | 2月                  | 3月                  | 4月                  | 5月                  | 6月                  | 7月                  | 8月                  | 9月                  | 10月                 | 11月                 | 12月                 | 全年                 |
| -------------------- | -------------------- | -------------------- | -------------------- | -------------------- | -------------------- | -------------------- | -------------------- | -------------------- | -------------------- | -------------------- | -------------------- | -------------------- | -------------------- |
| 历史最高温 °C（°F）  | 17 (63)              | 22 (72)              | 24.5 (76.1)          | 29.8 (85.6)          | 33 (91)              | 39 (102)             | 39.5 (103.1)         | 41 (106)             | 34.5 (94.1)          | 29.2 (84.6)          | 24 (75)              | 18.5 (65.3)          | 41 (106)             |
| 平均高温 °C（°F）    | 8.1 (46.6)           | 9.7 (49.5)           | 13.6 (56.5)          | 16.2 (61.2)          | 20.7 (69.3)          | 24 (75)              | 26.3 (79.3)          | 26.6 (79.9)          | 22.2 (72.0)          | 17.4 (63.3)          | 11.4 (52.5)          | 7.9 (46.2)           | 17 (63)              |
| 日均气温 °C（°F）    | 5 (41)               | 5.8 (42.4)           | 8.5 (47.3)           | 10.6 (51.1)          | 14.7 (58.5)          | 17.8 (64.0)          | 19.9 (67.8)          | 19.9 (67.8)          | 16.2 (61.2)          | 12.8 (55.0)          | 7.8 (46.0)           | 5 (41)               | 12 (54)              |
| 平均低温 °C（°F）    | 2 (36)               | 1.8 (35.2)           | 3.4 (38.1)           | 5.1 (41.2)           | 8.8 (47.8)           | 11.5 (52.7)          | 13.4 (56.1)          | 13.2 (55.8)          | 10.2 (50.4)          | 8.2 (46.8)           | 4.3 (39.7)           | 2.1 (35.8)           | 7 (45)               |
| 历史最低温 °C（°F）  | −13.7 (7.3)          | −14.7 (5.5)          | −11.4 (11.5)         | −4 (25)              | −1 (30)              | 2 (36)               | 5 (41)               | 5 (41)               | 0.5 (32.9)           | −6 (21)              | −9.5 (14.9)          | −12 (10)             | −14.7 (5.5)          |
| 平均降水量 mm（）    | 66.9 (2.63)          | 56.2 (2.21)          | 51.2 (2.02)          | 59.8 (2.35)          | 59.5 (2.34)          | 42.3 (1.67)          | 53.9 (2.12)          | 46.6 (1.83)          | 55.7 (2.19)          | 70.9 (2.79)          | 73.1 (2.88)          | 73 (2.9)             | 709.1 (27.92)        |
| 月均日照時數         | 69.9                 | 90.3                 | 144.2                | 178.5                | 205.6                | 228                  | 239.4                | 236.4                | 184.7                | 120.6                | 76.7                 | 59.2                 | 1,833.5              |
| 来源：infoclimat.fr  |                      |                      |                      |                      |                      |                      |                      |                      |                      |                      |                      |                      |                      |

## 行政区划
洛什是法国中央-卢瓦尔河谷大区安德尔-卢瓦尔省的一个市镇，编号为37132，它也是安德尔-卢瓦尔省的一个副省会。洛什下辖洛什区，隶属于安德尔-卢瓦尔省第三选区，管理洛什县，同时也是洛什-南部-图赖讷市镇公共社区的办公驻地。
法国国家统计与经济研究所（简称）在进行数据统计时，将洛什及相邻的另外3个市镇设为洛什城市核心区，并将包括核心区在内的周边共8个市镇划为洛什城市区。自2020年起，洛什城市区被包含23个市镇的洛什城市辐射区代替。此外，还将洛什市镇整体看作一个“块区”（IRIS）。

## 交通

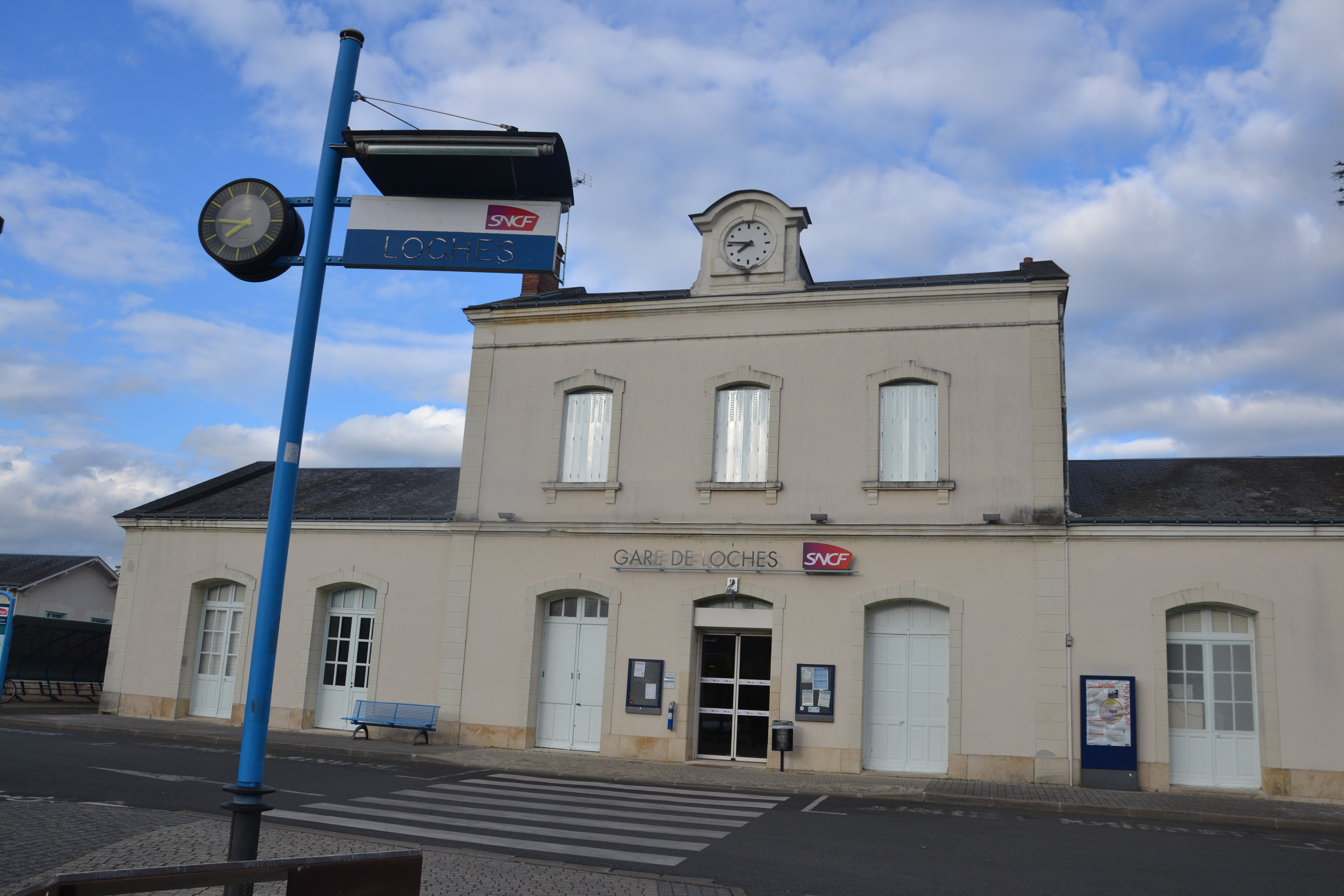
洛什火车站

### 公路
多条安德尔-卢瓦尔省省道在洛什境内交汇，其中省道D943线是一条重要的干线公路。中央-卢瓦尔河谷大区城际客运提供连接图尔和沙托鲁的长途巴士，另有少量巴士班次可前往笛卡尔和昂布瓦斯。
2017年，61.7%的洛什家庭拥有至少一辆私人汽车。2018年，洛什境内共发生各类交通事故3起，造成4人受伤。

### 铁路
洛什位于茹埃莱图尔－沙托鲁铁路上，该铁路洛什以东的路段已基本废弃。洛什站位于市区，老城区东部，该站每天开行两班前往图尔的区域列车。

### 航空
距离洛什最近的民用航空站为图尔机场，距离洛什市中心的公路里程约49公里。

### 城市公共交通
洛什市区暂无常规城市公共交通系统。洛什市政府每周三和六开行定制巴士，以方便当地居民赶集。

## 政治

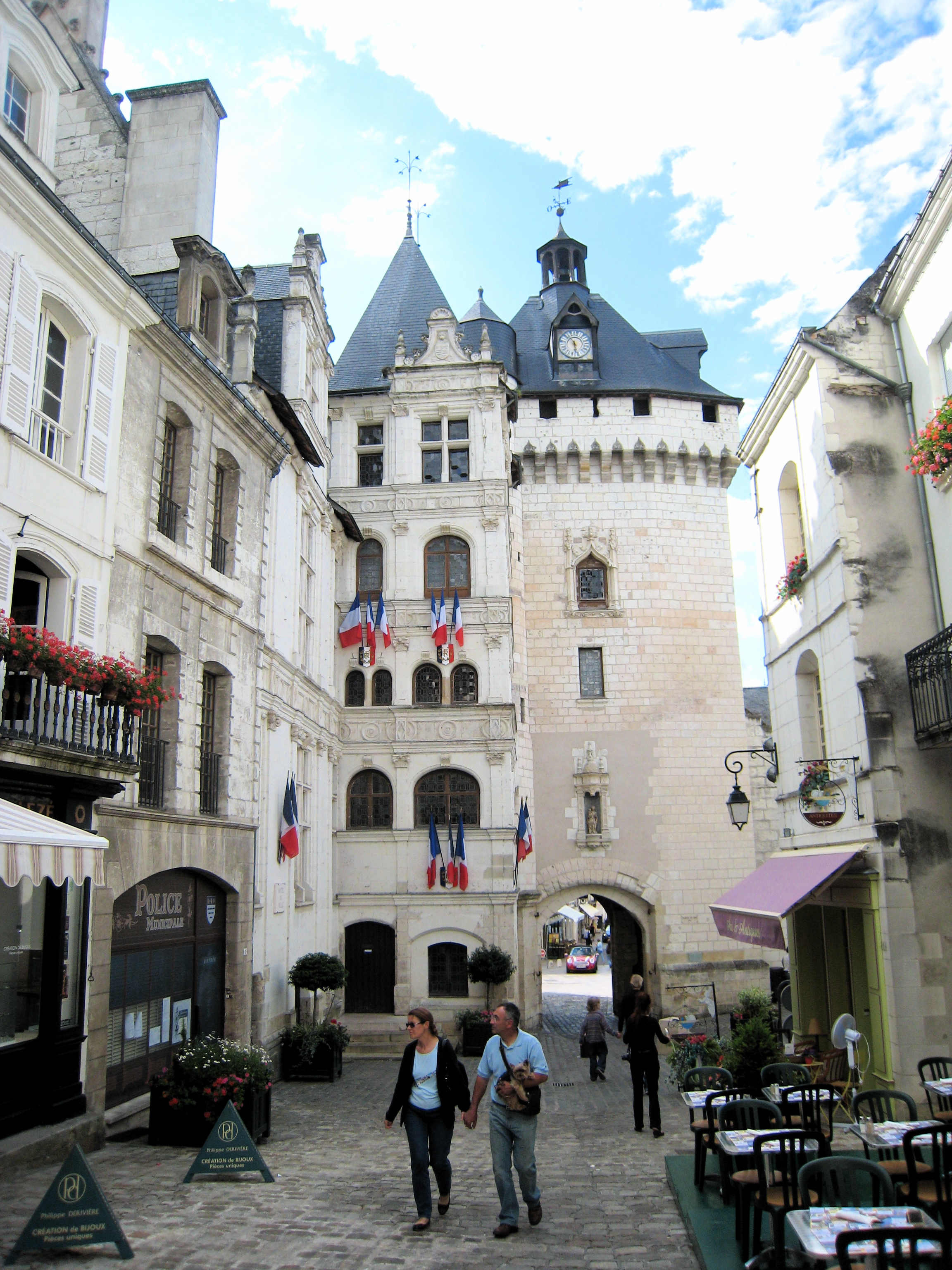
洛什市政厅

洛什的现任市长为马克·昂热诺先生（Marc Angenault），他是一名右翼无党派人士，在2020年的市政选举中获得了65.37%的支持率。
在2017年的法国总统大选中，法国第25任总统埃马纽埃尔·马克龙在洛什获得了70.92%的支持率。
| 洛什历届市长   |                   |                                              |
| 任期           | 市长              | 党派                                         |
| 1944年－1945年 | 雷蒙·马莱         | 不详                                         |
| 1945年－1965年 | 埃利·罗西尼奥尔   | RI独立激进党                                 |
| 1977年－1983年 | 伊夫·勒加雷克     | PS社会党                                     |
| 1983年－1989年 | 让-保罗·迪亚克尔  | RPR保衛共和聯盟                              |
| 1989年－1995年 | 克里斯蒂亚娜·莫拉 | PS社会党                                     |
| 1995年－2015年 | 让-雅克·德康      | UDF法国民主联盟 →UMP人民运动联盟             |
| 2015年－       | 马克·昂热诺       | UMP人民运动联盟 →LR共和黨 →DVD右翼无党派人士 |

## 人口
2018年，洛什市镇人口数量为6,232，在法国排名第1,728位。其中男性2,923人，女性3,354人，75岁及以上人口占16.1%，外籍人口数量为1,493人，人口密度为230人/平方公里，当地居民被称为（男性）或（女性）。2019年，洛什境内出生52人，死亡人口107人。
| 年份   | 1936  | 1946  | 1954  | 1962  | 1968  | 1975  | 1982  | 1990  | 1999  | 2005  | 2010  | 2015  | 2018  |
| ------ | ----- | ----- | ----- | ----- | ----- | ----- | ----- | ----- | ----- | ----- | ----- | ----- | ----- |
| 人口數 | 4,944 | 5,515 | 5,525 | 5,902 | 6,359 | 6,738 | 6,772 | 6,544 | 6,328 | 6,370 | 6,507 | 6,299 | 6,232 |

## 经济

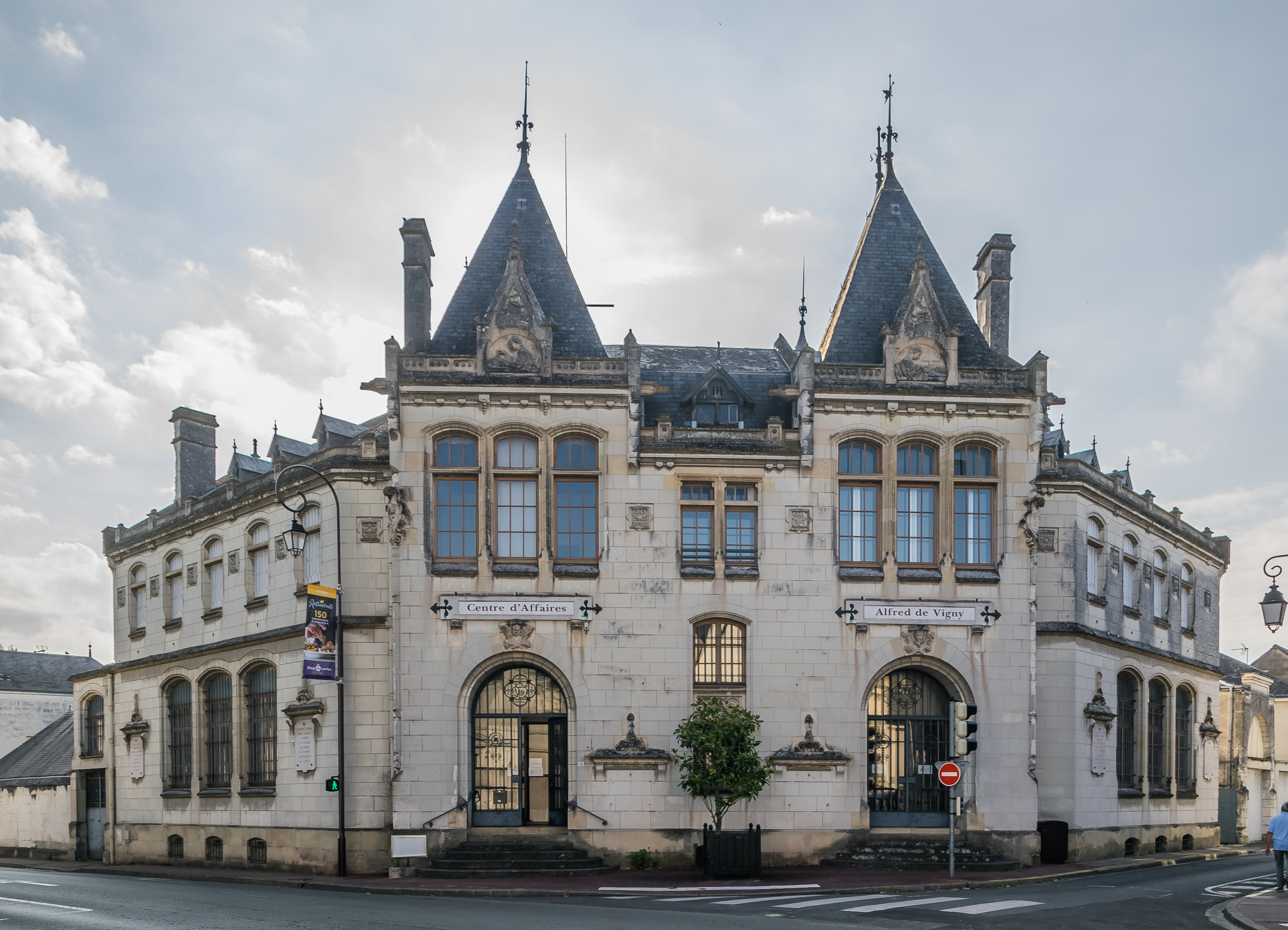
洛什储蓄银行大楼

洛什是一个区域性的中心城市，当地共有各类用人单位1,128家，平均历史为18年，其中98.92%为中小型企业（PME）。 （塑料制品生产）、（财政监管）及（零售）是当地2019年营业额最高的三个企业，分别为44,231,048欧元、43,561,652欧元和43,561,652欧元。

## 财政收入
2019年，洛什的财政收入总额为9,589,900欧元，财政支出总额为8,720,170欧元，当年的债务总额为15,799,800欧元。2020年，洛什共获得1,359,253欧元的国家财政补助，比上一年减少了0.01%。
2017年，洛什的人均月收入总额为1,894欧元，其中高级职员为3,667欧元，低于法国平均水平（4,214欧元）；中级职员为2,151欧元，低于法国平均水平（2,353欧元）；普通职员为1,539欧元，亦低于法国平均水平（1,690欧元）。
2017年，洛什境内的青壮年（15至64岁）失业率为17.7%，当地44%的家庭拥有纳税资格，平均纳税2,225欧元，低于法国平均水平（3,888欧元）。

## 社会事务

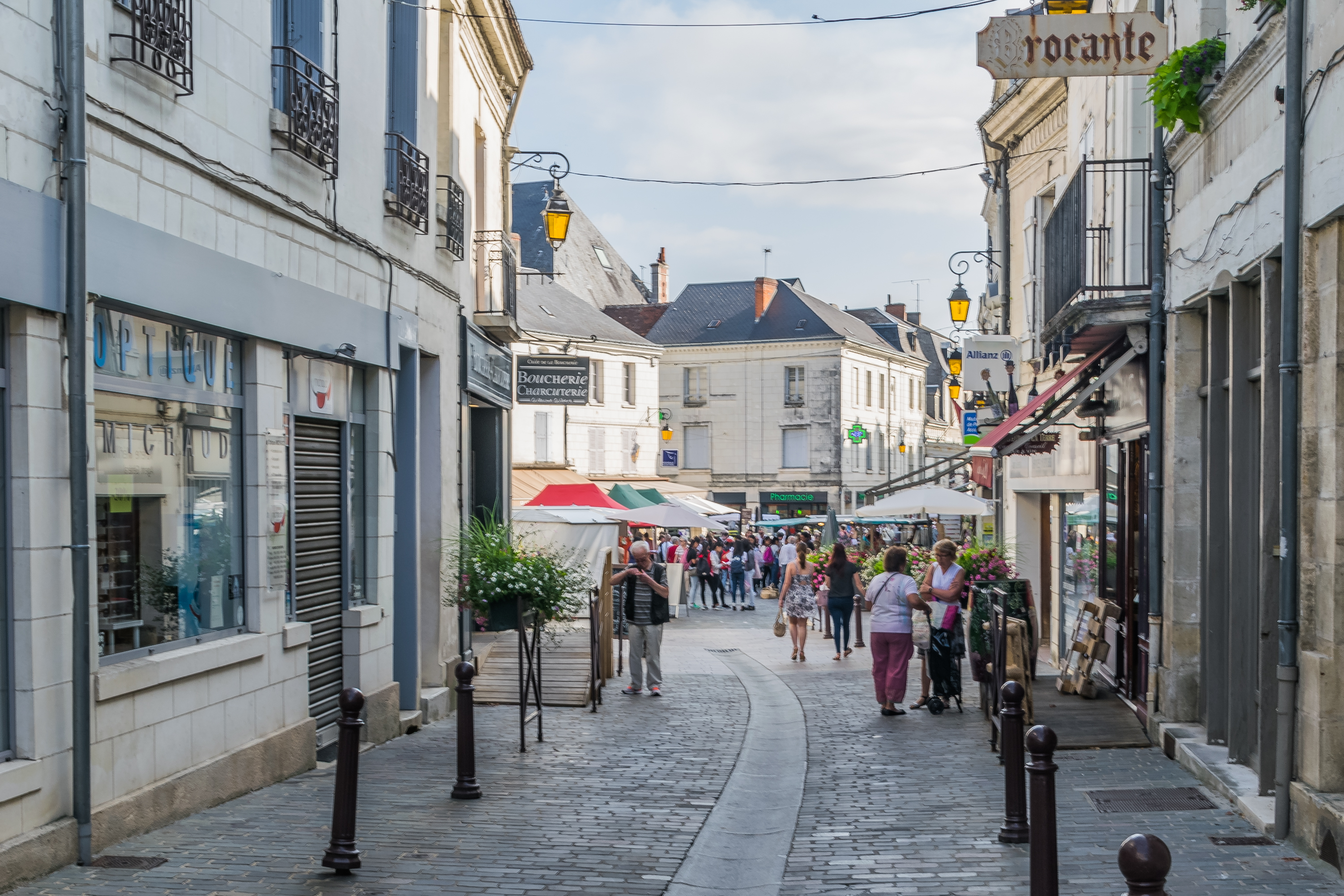
巴尔扎克街

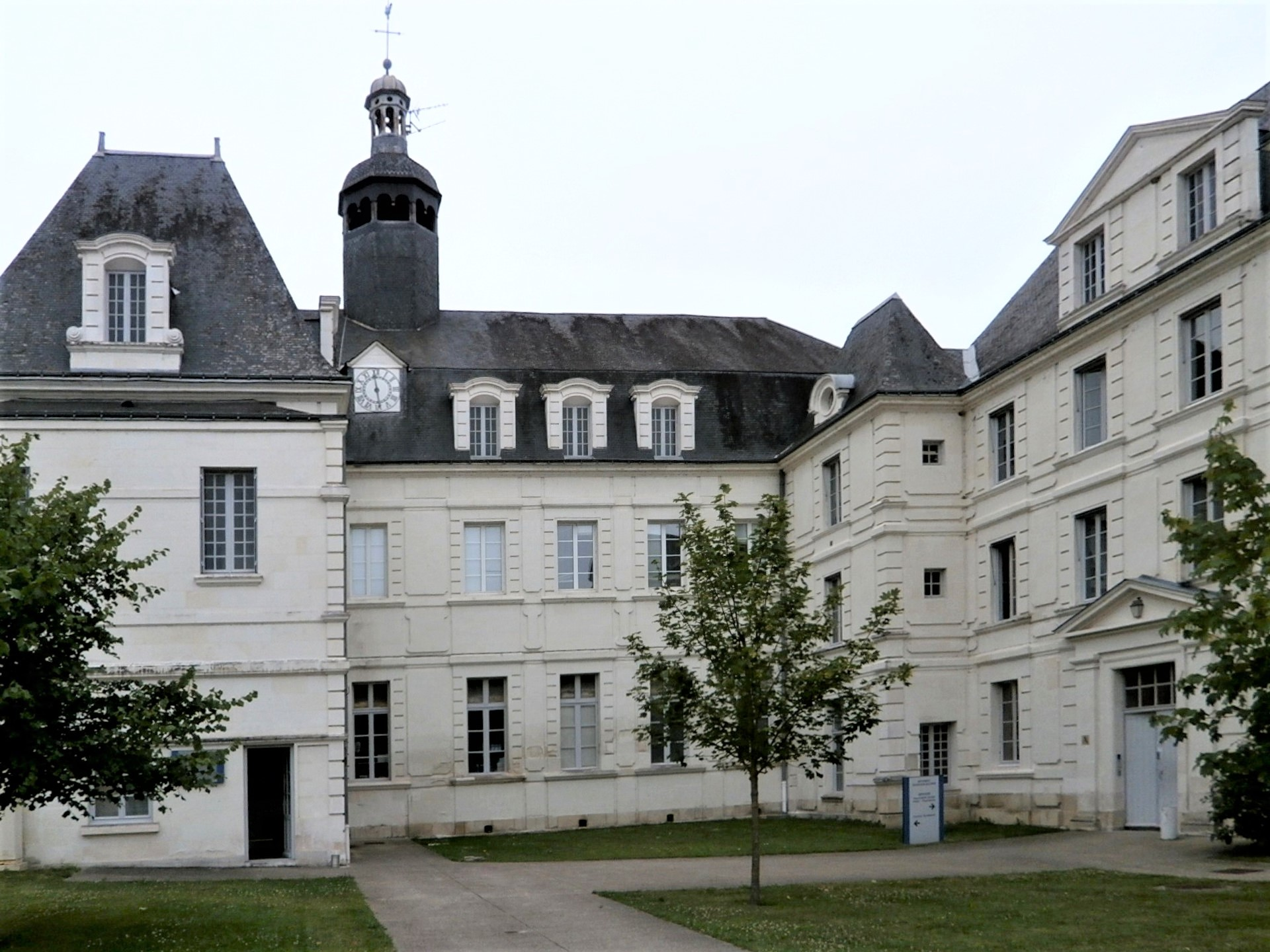
洛什中心医院

### 教育
洛什属于奥尔良-图尔学区。截止2019年1月1日，洛什境内共有2所幼儿园、3所小学、2所初级中学、2所普通高中和2所农业高中。2018至2019学年度，洛什境内共有在校中等教育阶段学生2,172名。

### 医疗
截止2019年1月1日，洛什境内共有全科医生9名、保健师6名、牙医10名、护士7名、耳科医生1名、眼科医生1名、皮肤科医生1名、儿科医生1名和妇科医生2名。境内共有药房4家、养老院1家、残疾人帮扶中心4家。
洛什中心医院，全名为“洛什保罗·马尔蒂奈中心医院”（Centre Hospitalier Paul Martinais de Loches），是法国的一个区域性医疗机构，其主病区“安德尔河岸中心医院”（Centre Hospitalier Site Les Rives de l'Indre）位于洛什市区，设有床位75个，是当地规模最大的公立综合性医院。

### 住房
2017年，洛什境内共有各类住房3,873套，其中64.6%为独立式居民区，35%为集中式居民区。常住房屋占洛什市镇范围内居民建筑总量的83.2%。
在住房保障政策方面，2017年，洛什境内共有908户家庭获得了住房经济补助，受益人数占总人口数量的14.5%，其中882份为房租补助。

### 商业
2019年，洛什境内共有各类实体商铺202家，其中餐厅34家、大型超市6家、杂货店1家、面包房8家、肉铺3家、书店3家、装饰品店3家、银行门店7家、美容美发店10家、汽车维修店6家。市区西北部建有大型开放式商业街区。

### 体育
2019年，洛什境内共有1家游泳池、1间体育馆、2座综合体育场、5处网球场、1处马术场、2处足球或橄榄球场以及1处篮球或排球场。
洛什体育俱乐部（Loches A.C.）是当地的一支足球队，2020至2021赛季参加安德尔-卢瓦尔省足球联赛，其主场“勒克莱尔元帅球场”（Stade Maréchal Leclerc）位于市区东南部，是当地重要的综合性体育设施。

### 环境
洛什的环境事务由其所属的公共社区负责。2019年，洛什境内共有1家污染企业。

### 治安
2019年，洛什市镇范围内有1处宪兵队。
2014年，洛什及附近地区共发生各类案件2,416起，其中盗窃类案件1,573起，经济类案件265起，毒品交易类案件80起。

## 文化
2019年，洛什境内共有1家电影院和2家博物馆。洛什市政府提供多媒体中心，向公众全年开放。

### 建筑
洛什境内有多处历史建筑，其中洛什圣乌尔斯教堂和圣安托万塔是法国首批国家文物保护单位、洛什城堡则是当地的地标性建筑物。

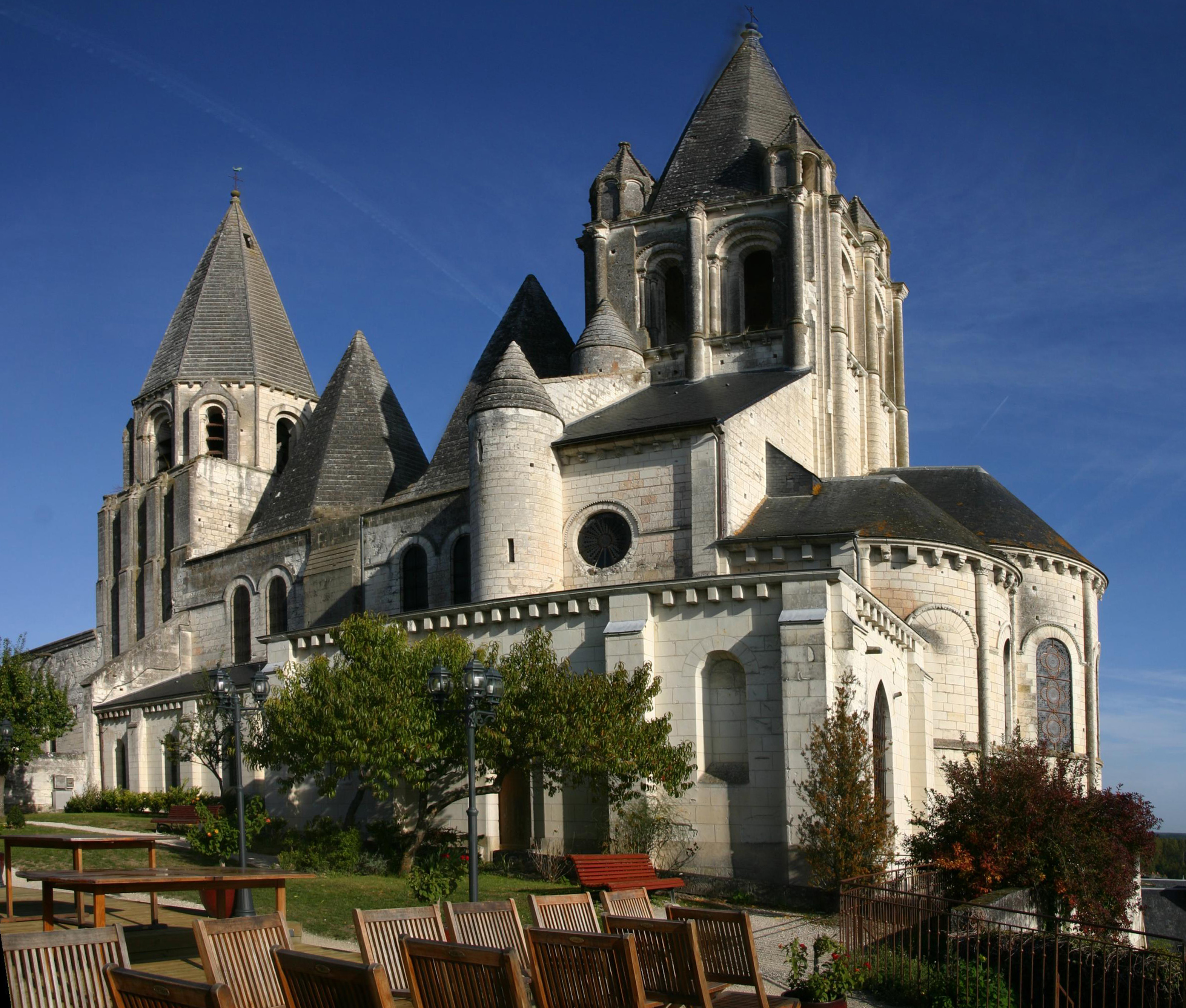
圣乌尔斯教堂
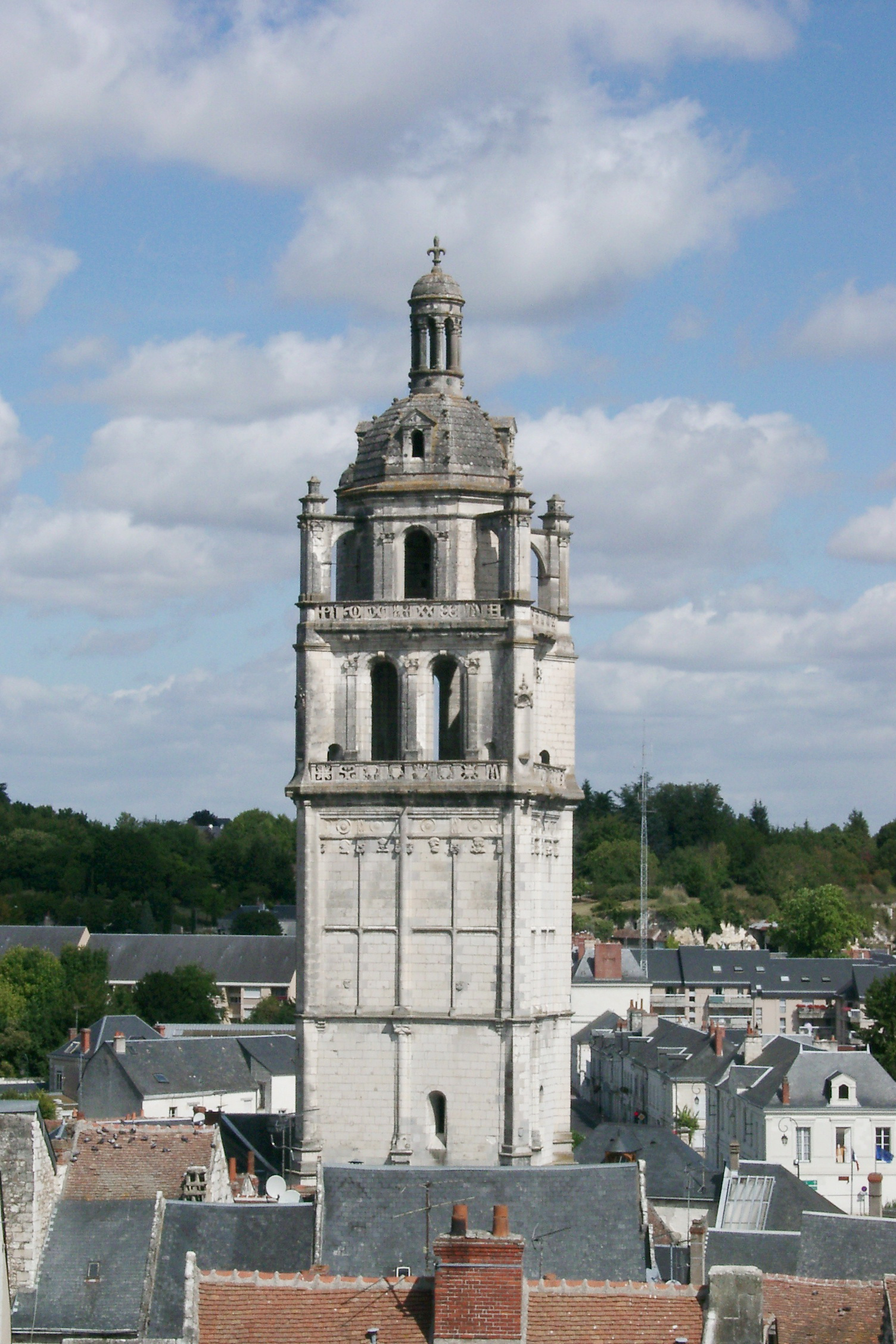
圣安托万塔
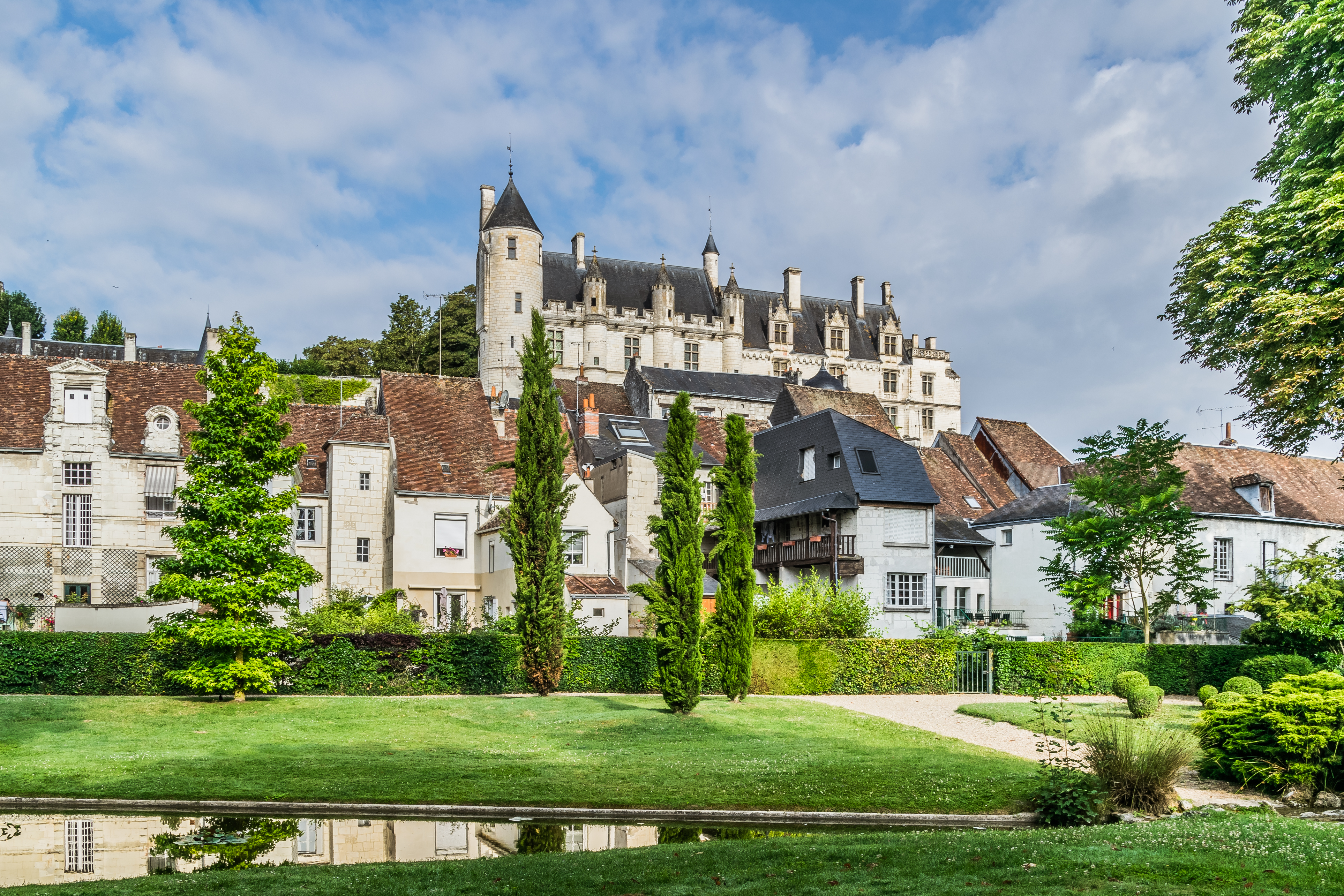
洛什城堡
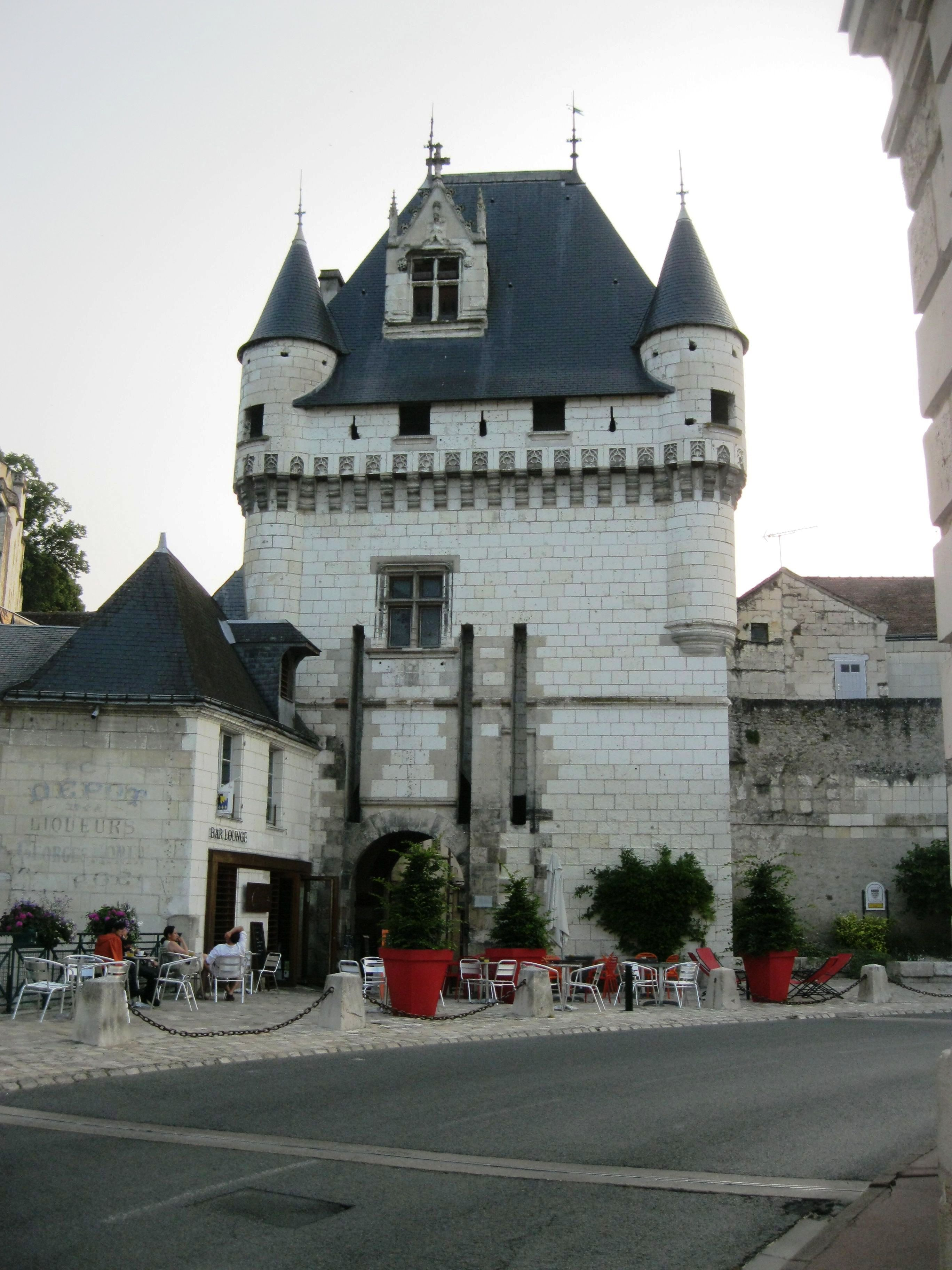
科德利埃城门
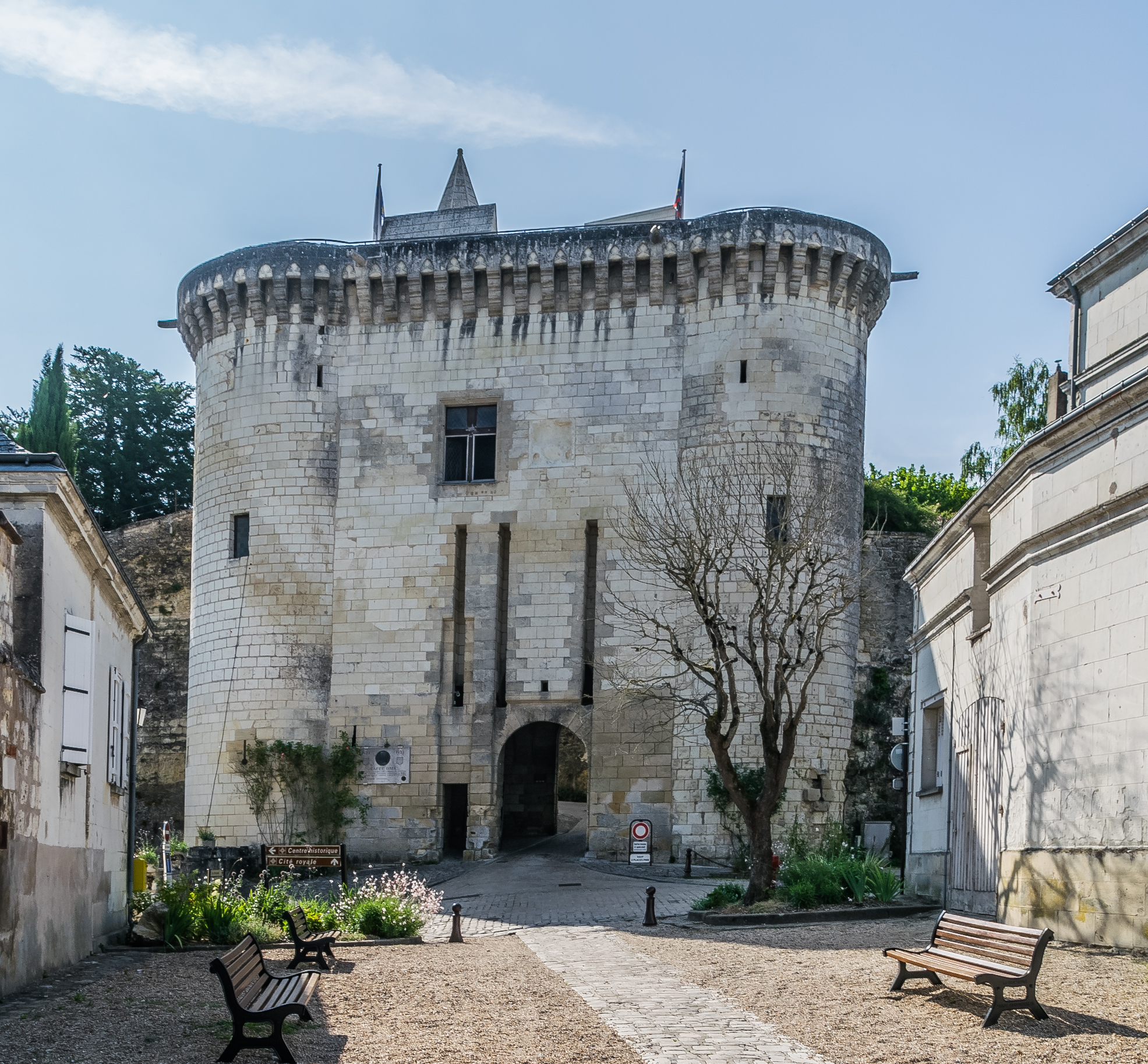
皇家城门
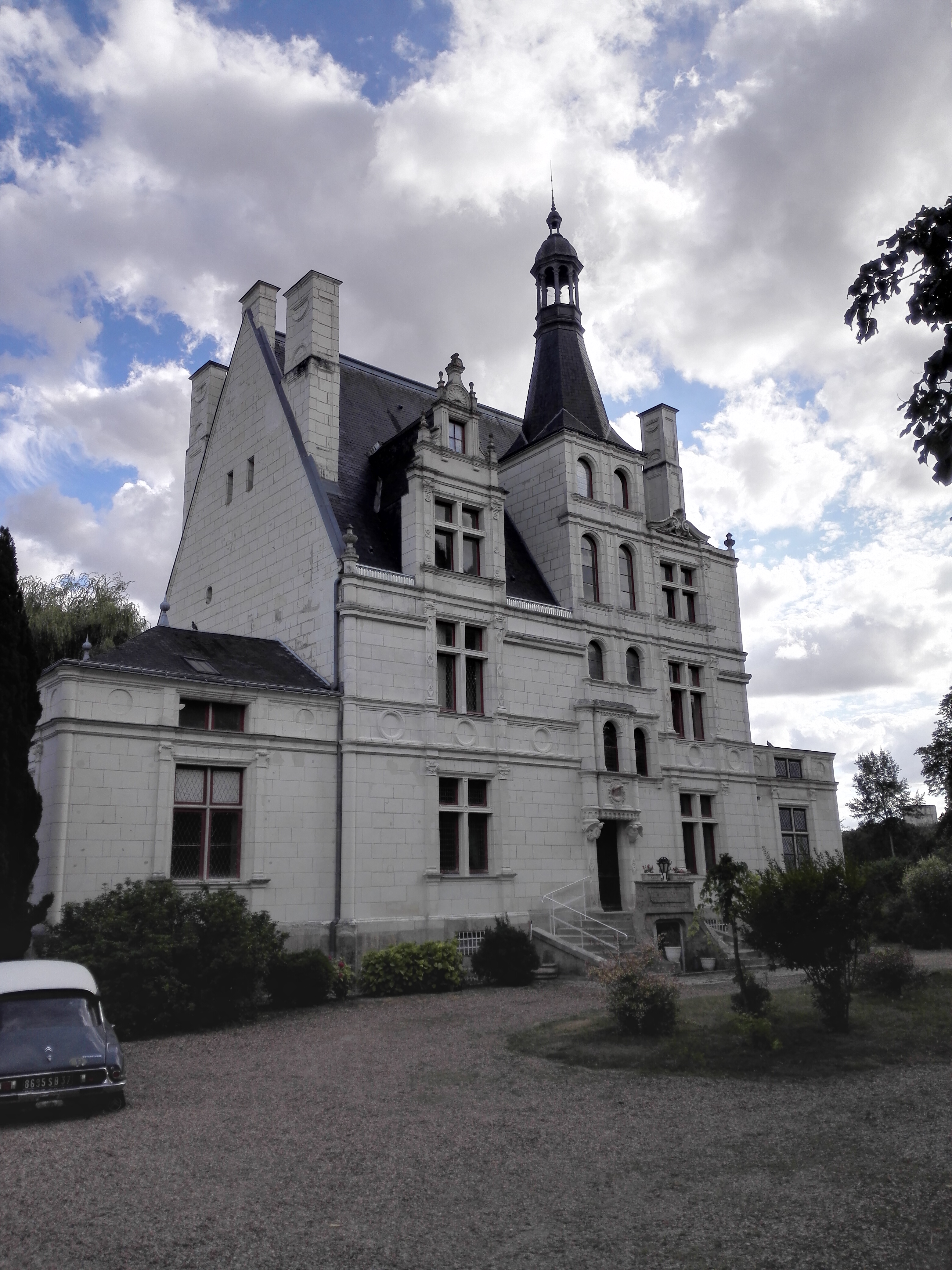
桑萨克城堡
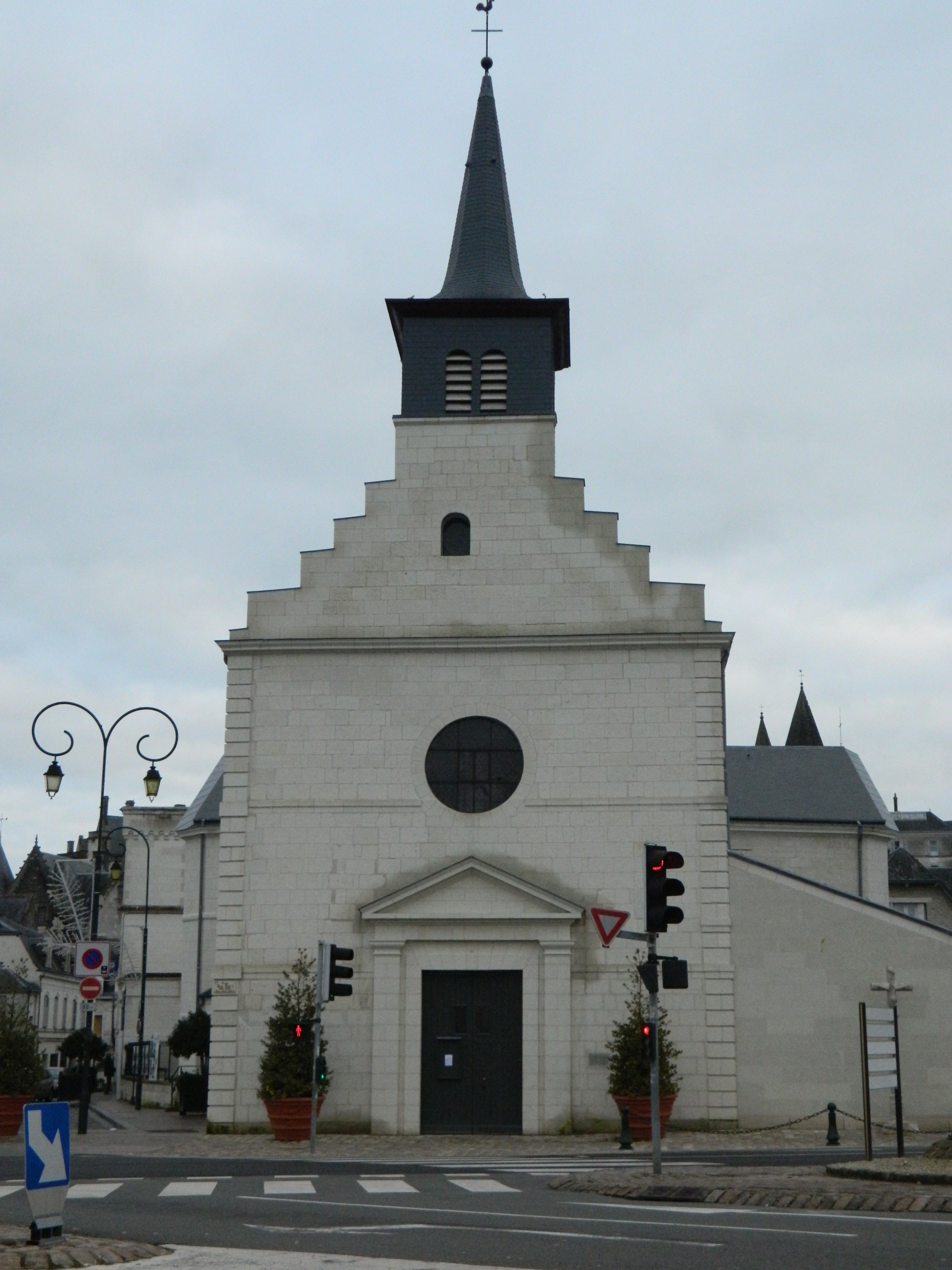
圣安托万教堂

### 旅游
洛什的旅游事务由其所属的公共社区负责。2020年，洛什境内共有4家宾馆共计144间房间；另有1个露营地，可容纳共164辆露营车。

### 媒体
法国主要的媒体均可在洛什接收，法国电视三台下属的中央-卢瓦尔河谷大区频道在部分时段播出洛什所属区域的地方新闻。

## 相关人物
法国工程师、巴黎综合理工学院首任校长雅各-埃利·朗布拉迪和法国作家贡扎格·圣布里出生于洛什。

## 友好城市
截至2021年4月，洛什共与两座城市互为友好城市关系：
- 德国 韦默尔斯基兴
- 苏格兰 圣安德鲁斯